# فرد فو
فرد فو (بالإنجليزية: Che Fu)‏ هو منتج أسطوانات وكاتب أغاني نيوزيلندي، ولد في 1974.

## وصلات خارجية
- فرد فو على موقع ميوزك برينز (الإنجليزية)
- فرد فو على موقع أول ميوزيك (الإنجليزية)
- فرد فو على موقع ديسكوغز (الإنجليزية)